# Edyma significans
Edyma significans is een vlinder uit de familie van de spinneruilen (Erebidae). De wetenschappelijke naam van de soort is voor het eerst geldig gepubliceerd in 1858 door Francis Walker. De soort werd aangetroffen in Brazilië.